# 86th Street (linea BMT Sea Beach)
86th Street, conosciuta anche come Gravesend-86th Street, è una fermata della metropolitana di New York situata sulla linea BMT Sea Beach. Nel 2019 è stata utilizzata da 708 542 passeggeri. È servita dalla linea N, attiva 24 ore su 24. Durante le ore di punta fermano occasionalmente anche alcune corse delle linee Q e W.

## Storia
La stazione fu aperta il 22 giugno 1915. Venne ristrutturata tra il 2016 e il 2018.

## Strutture e impianti
La stazione è posta in trincea, ha quattro binari e due banchine laterali. Al di sopra della zona centrale del piano binari si trova un fabbricato viaggiatori, che ospita i tornelli e le scale di accesso alle banchine e che affaccia sull'incrocio tra 86th Street e West Eighth Street.

## Interscambi
La stazione è servita da alcune autolinee gestite da NYCT Bus.
- Fermata autobus